# Batalhão Bastariya
O Batalhão Bastariya é uma unidade da Força Policial de Reserva Central (CRPF) da Índia, com sede em Chhattisgarh. A unidade tem a tarefa de conter as atividades naxalistas no estado de Chhattisgarh. O batalhão é chamado de "Bastariya" porque a força é composta por habitantes locais — homens e mulheres — de Dantewada, Bijapur, Sukma e Narayanpur — alguns dos distritos mais afetados pelos maoístas no distrito de Bastar, Chhattisgarh.
O tamanho sancionado do batalhão é de 743 funcionários; Atualmente, a unidade é composta por 534 funcionários, sendo 189 do sexo feminino, de acordo com a política do governo indiano de reserva de 33% para mulheres.

## História
O Batalhão Bastariya foi formado em 1 de abril de 2017 com o objetivo de "melhorar a representação local no esquema de combate da CRPF na área de Bastar",[carece de fontes?] bem como para proporcionar aos jovens de Bastariya um emprego seguro. Consequentemente, seu processo de recrutamento era incomum. Os padrões físicos de altura e peso foram relaxados para oferecer uma chance justa aos candidatos locais, e o CRPF forneceu treinamento pré-educacional e físico aos jovens locais por meio de Programas de Ação Cívica para maximizar a elegibilidade dos candidatos à indução na formação especial.
O ministro do Interior da União, Rajnath Singh, comissionou o Batalhão Bastariya em 21 de maio de 2018. Ele participou do desfile do 241 Batari Bastariya do CRPF em Ambikapur, Chhattisgarh, no dia 21 de maio de 2018.